# اسپا (بلژیک)
شهر سپه (به فرانسوی: Spa) در شهرستان ورویه در استان لیئژ در منطقه فدرال والوون در کشور بلژیک واقع شده‌است.